# Drago Kekanović
Drago Kekanović (Bratuljevci, Požega, 1947.), književnik.
Školovao se u Lučincima, Požegi i Osijeku, gdje je završio srednju tehničku školu arhitektonsko-građevinskog smjera, te u Zagrebu, gdje je diplomirao na Filozofskom fakultetu, grupe Jugoslavenski jezici i književnost i Komparativna književnost. Od 1985. stalno je zaposlen kao dramaturg i urednik u Dramskom programu Hrvatske televizije.
Jedan je od najistaknutijih srpskih književnika u Hrvatskoj, odnosno jedan od naijistaknutijih hrvatskih književnika srpskoga podrijetla. Pripovjedač, romanopisac, dramski pisac i neosporni intelektualac (tematski opseg njegove proze vezan je za prostor zavičajne Slavonije i Zagreb, u najvećem dijelu reflektira sudbinu srpskih, ali i hrvatskih protagonista u drugoj polovini dvadesetog vijeka) koji je svjestan spomenutih okolnosti i, reklo bi se, da te okolnosti ugrađuje s visokom sviješću u svoju literaturu. Najpoznatiji mu je dio opusa ipak onaj najraniji, kada se svojim prvim novelama i zbirkom priča Mehanika noći, spisi (1971) istaknuo kao prominentni pripadnik književnog naraštaja "borhesovaca", tj. "hrvatskih fantastičara".

## Djela
- Svjetlost šuma, pjesme, Narodno sveučilište "Božidar Maslarić", Osijek, 1965.
- Mehanika noći, spisi, novele, Studentski centar Sveučilišta u Zagrebu, Zagreb, 1971.
- Dionis, drama, Osijek, 1973.
- Večera na verandi, novele, Naprijed, Zagreb, 1975.
- Ledena šuma i druge kratke priče, novele, Centar društvenih djelatnosti Saveza ocijalističke omladine Hrvatske, Zagreb, 1975.
- Potomak sjena, roman, Naprijed, Zagreb, 1978.
- Ivanjska noć, roman, BIGZ, Beograd, 1985.
- Panonski diptih, dvije pripovijesti, August Cesarec, Zagreb, 1989.
- Američki sladoled, roman, Srpsko kulturno društvo Prosvjeta, Zagreb, 1997.
- Riblja staza, roman, Kairos, Sremski Karlovci, 1997.
- Na nebu i druge priče, novele, Kairos, Sremski Karlovci, 2002. (Savršena dadilja, Pupuljci za rajske ptice, Svuda dalje sam bio ja, Đela, žena s rupom na glavi, Pastuv na kraju priče, Na nebu, Nedodirljivost, Pastorala 2000., Za darove ima vremena)

Izvor: Na nebu i druge priče, Sremski Karlovci, 2002.